# Nils Fredrik Beerståhl
Nils Fredrik Beerståhl, född 3 maj 1935 i Örgryte, död 9 juli 2014, var antikvarie, författare, släktforskare/genealog, heraldiker och personhistoriker.  
Beerståhl växte upp hos sina morföräldrar på Korsåsen i Hömb i Västergötland och gick i realskola i Tidaholm. Som ung var han intresserad av fågelskådning. Han studerade vid universitetet och blev filosofie licentiat. Han var under många år verksam som antikvarie vid Västergötlands museum i Skara. Tillfälligtvis har han även varit intendent vid Falbygdens museum i Falköping. Han var från 1971 och runt 25 år framåt ägare till det tidigare säteriet Salaholm i Trävattna socken. 
Beerståhl har under många år skildrat Hömb och Kavlås i artiklar i årsskriften Dimbobygden. Han har sedan tidigt 1960-tal skrivit en mängd artiklar i olika nordiska tidskrifter om bland annat olika adelsätter, heraldik och gravstenar. 

## Utmärkelser
- Västergötlands Fornminnesförenings förtjänstmedalj i guld (2004)[7]
- Svenska Heraldiska Föreningens förtjänstmedalj i guld (SHFGM, 2003)[8]